# Secret Files: Il mistero di Tunguska
Secret Files: Il mistero di Tunguska (Secret Files: Tunguska) è un'avventura grafica realizzata da Jörg Beilschmidt pubblicata nel 2006 e ispirata al celebre evento di Tunguska. Inizialmente pubblicato per Microsoft Windows, nel corso degli anni è uscito anche per Wii, Nintendo DS, iOS, Android e Wii U (quest'ultima versione solo in Germania).

## Trama
Nina Kalenkov è una ragazza di origine russa che vive a Berlino, figlia di un importante scienziato ricercatore; improvvisamente il padre della ragazza scompare e lei inizia a seguire degli indizi che riconducono ad un fantomatico progetto da attuare in Siberia, Nina viaggerà fino alla remota regione di Tunguska per ritrovare il proprio padre e fare chiarezza sui misteri che circondano quella zona, nella sua ricerca sarà aiutata dallo scienziato/giornalista Max Gruber.

## Interfaccia
Il gioco è un punta e clicca in terza persona, il giocatore muove principalmente Nina ma in alcuni momenti del gioco prende il controllo anche di Max. Gran parte degli enigmi del gioco sono relativi alla ricerca di oggetti che vanno a finire nell'inventario e che devono poi essere combinati tra loro e collocati nei punti opportuni.

## Sequel
Il gioco ha avuto un buon successo internazionale di critica e di pubblico, per questo gli sviluppatori hanno deciso di produrre un seguito, pubblicato nel 2009 con il titolo Secret Files 2: Puritas Cordis. Nel 2012 è uscito il terzo capitolo Secret Files 3.